# Lexias aeropa
Lexias aeropa is een vlinder uit de onderfamilie Limenitidinae en de familie Nymphalidae. De wetenschappelijke naam van de soort is, als Papilio aeropa, gepubliceerd in 1758 door Carl Linnaeus in de tiende editie van Systema naturae.

## Ondersoorten
- Lexias aeropa aeropa
- Lexias aeropa angustifascia (Joicey & Noakes, 1915)
- Lexias aeropa choirilus (Fruhstorfer, 1913)
- Lexias aeropa eporidorix (Fruhstorfer, 1913)
- Lexias aeropa eutychius (Fruhstorfer, 1913)
- Lexias aeropa hegias (Fruhstorfer, 1913)
- Lexias aeropa helvidius (Fruhstorfer, 1913)
- Lexias aeropa paisandrus (Fruhstorfer, 1913)